# Nudo eroico

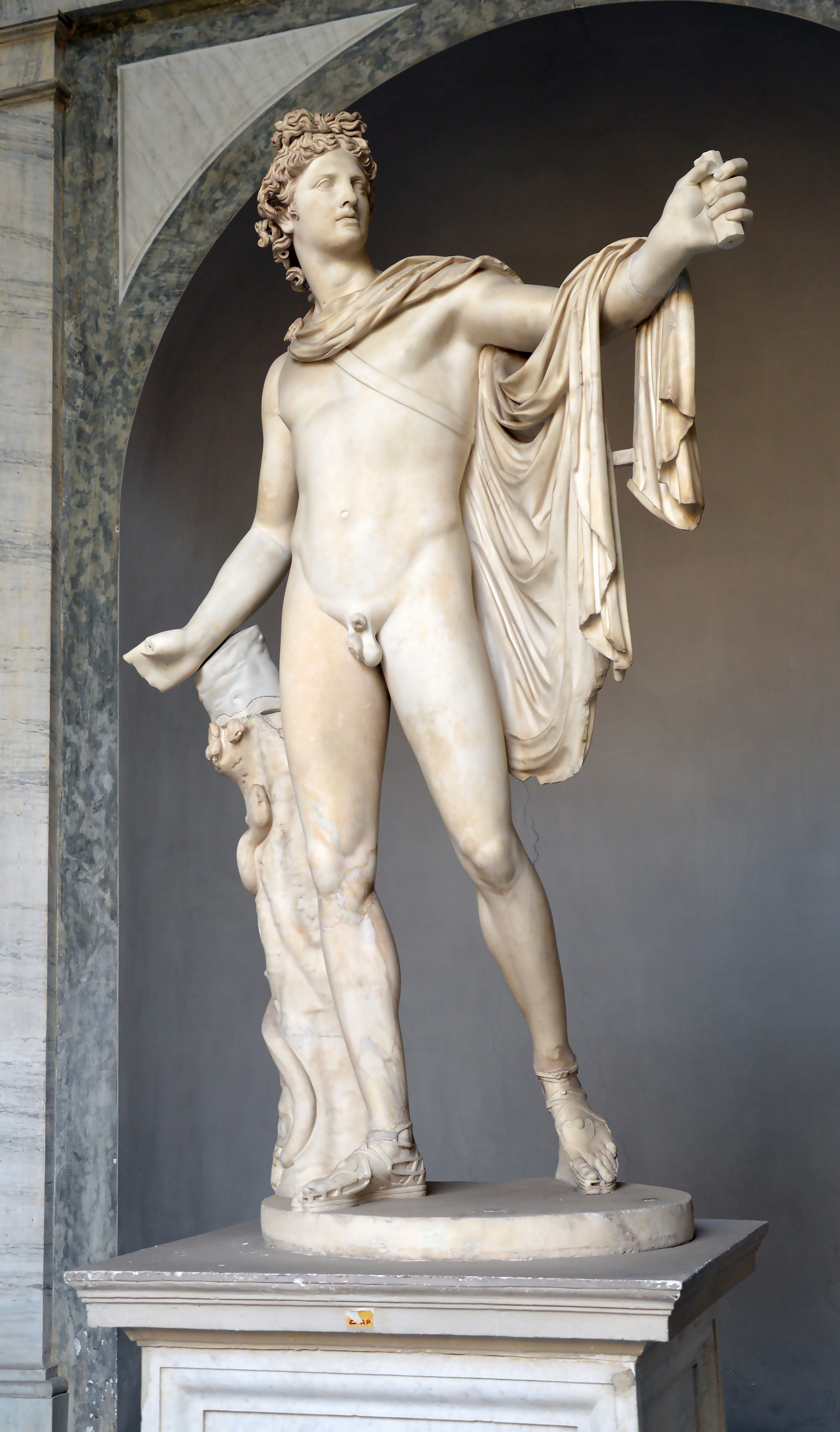
LApollo del Belvedere attribuito a Leocare, esempio tipico di nudo eroico-divino dell'antichità, al Museo Pio-Clementino.

Il nudo eroico o nudità ideale è un concetto dell'arte e della cultura classica che si propone di descrivere l'utilizzo del corpo umano nudo soprattutto, ma non solo, nella scultura greca; con esso si vuole indicare che il soggetto umano apparentemente mortale raffigurato nella scultura è in realtà un essere semi-divino, ossia un Eroe.
Questa convenzione ha avuto il suo inizio durante il periodo della Grecia arcaica (800-480 a.C.) ed in seguito adottato anche dalla scultura ellenistica e dalla scultura romana. Il concetto ha operato sia per i ritratti di figure maschili che per quelli di figure femminili (nei ritratti di Venere e altre dee). Particolarmente in alcuni esempi romani ci ha potuto portare alla strana giustapposizione tra un gusto iper-realistico (difetti fisici o elaborate acconciature femminili) con la visione idealizzata del "corpo divino" in perfetto stile greco.

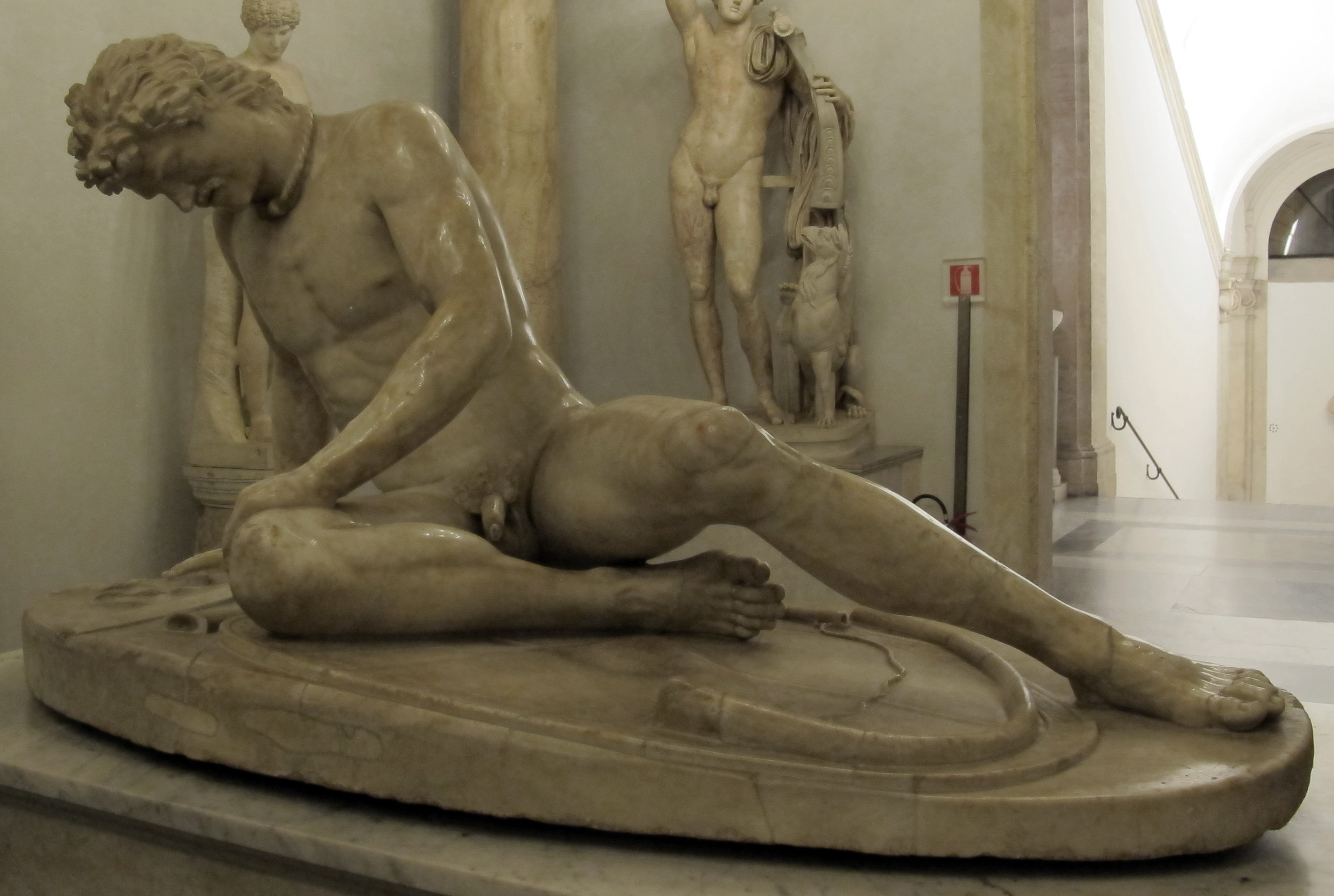
Il Galata morente.

Come concetto è stato modificato fin dalla sua nascita con altri tipologie di nudità appartenenti alla scultura classica, ad esempio la nudità (che richiama al pathos) dei valorosi combattenti sconfitti in battaglia dai nemici barbari, come il Galata morente.
Dopo essere scomparsa per quasi tutto il Medioevo l'idea è stata reintegrata nell'arte moderna quale esempio di Virtù (il vero, il bello e il buono) incarnate dal corpo umano maschile nudo. Tra la fine del XVIII e l'inizio del XIX secolo questa metafora ha rappresentato la perfetta raffigurazione di grandi uomini, coloro cioè le cui azioni potrebbero incarnare il più alto status esistenziale.
Riapparso con grande vigore soprattutto durante il Rinascimento e il Neoclassicismo, periodi in cui l'eredità classica ha potentemente influenzato tutte le forme di arte alta: molto famosi sono i nudi eroici di Michelangelo Buonarroti (esemplare è la figura del suo David) o quelli di Antonio Canova (con Perseo trionfante che tiene in mano la testa di Medusa e Napoleone Bonaparte come Marte pacificatore, per fare solo due esempi tra i tanti).

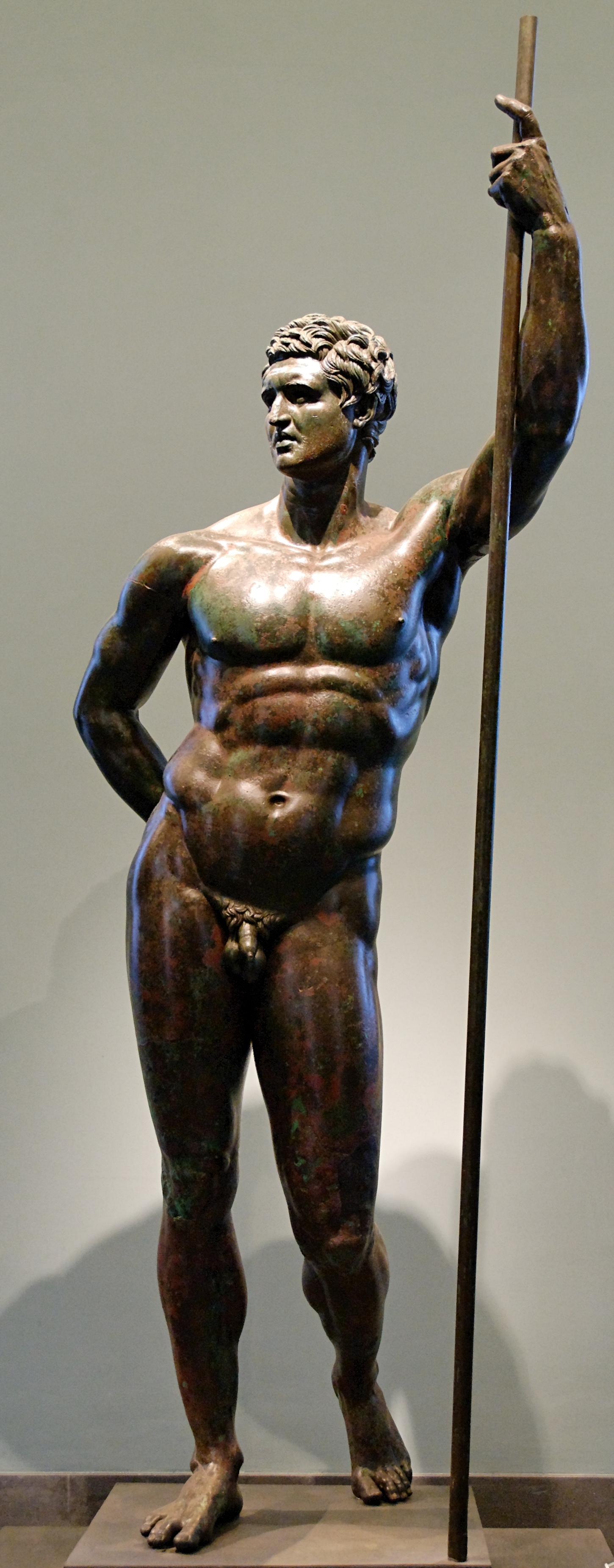
Un principe seleucide raffigurato in nudità eroica, Museo nazionale romano.
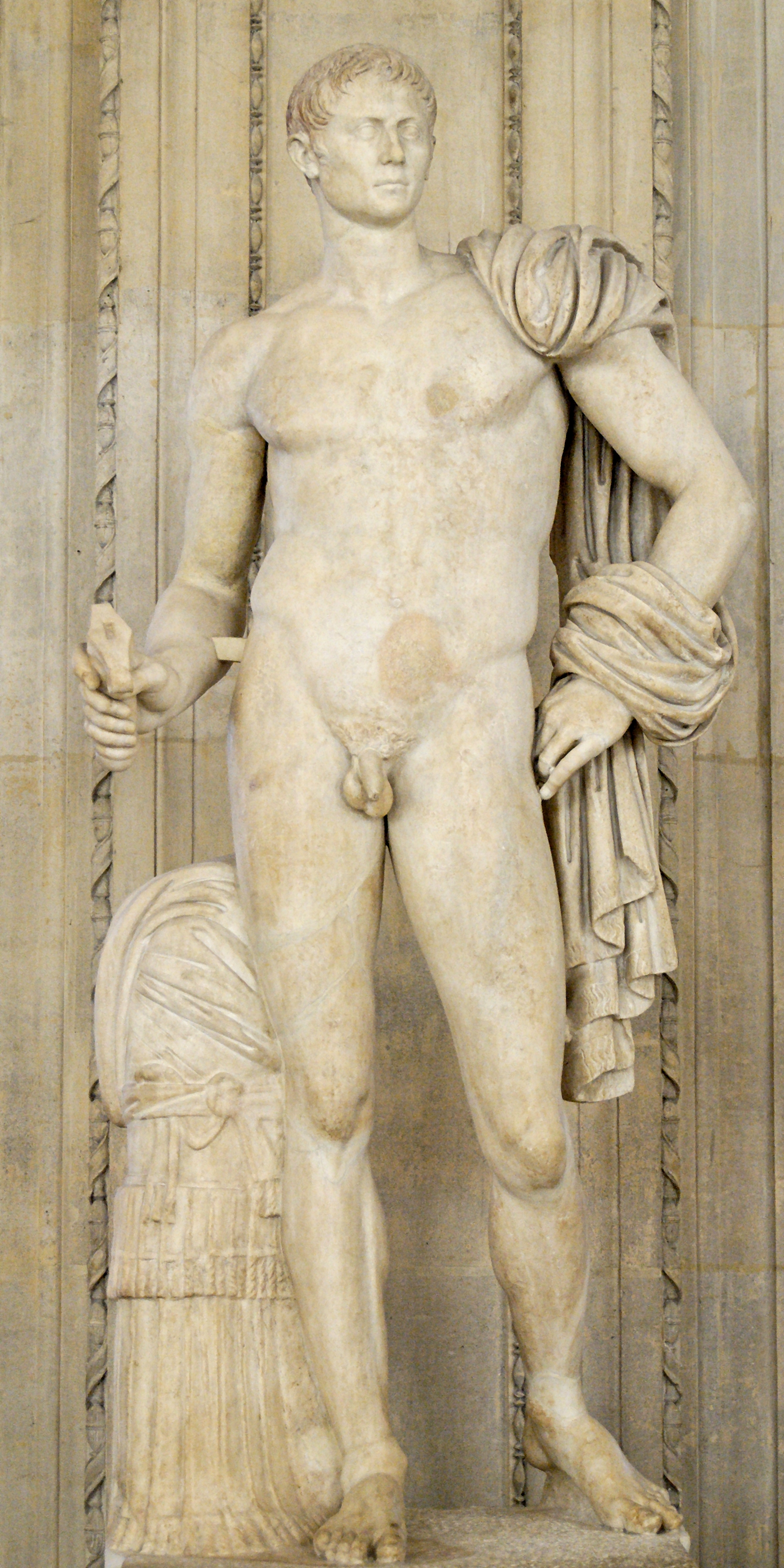
Statua eroica di un generale romano con la testa di Augusto (I secolo .C.), al museo del Louvre.
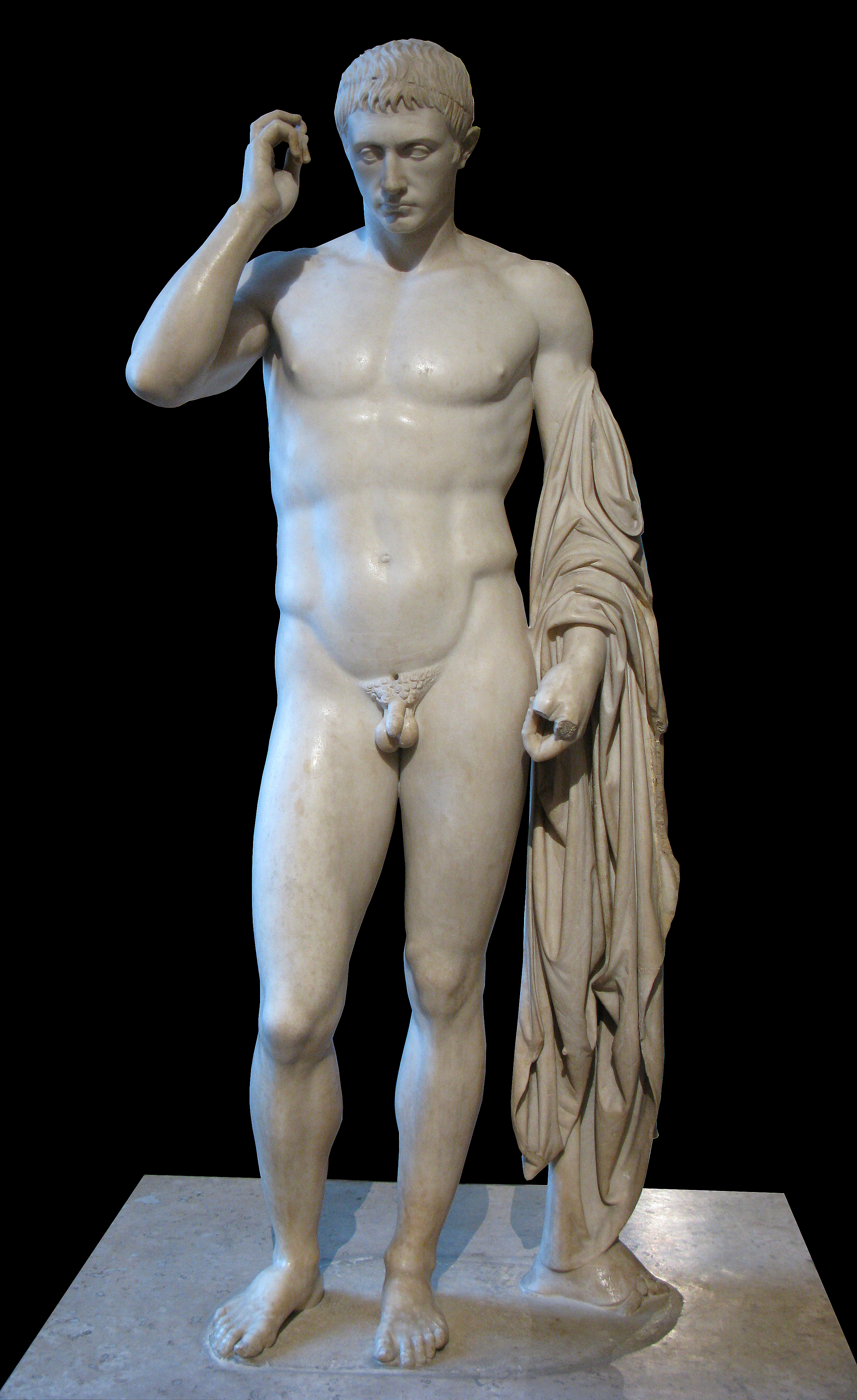
Marco Claudio Marcello come Ermes (I secolo, da un prototipo greco del V secolo a.C.).
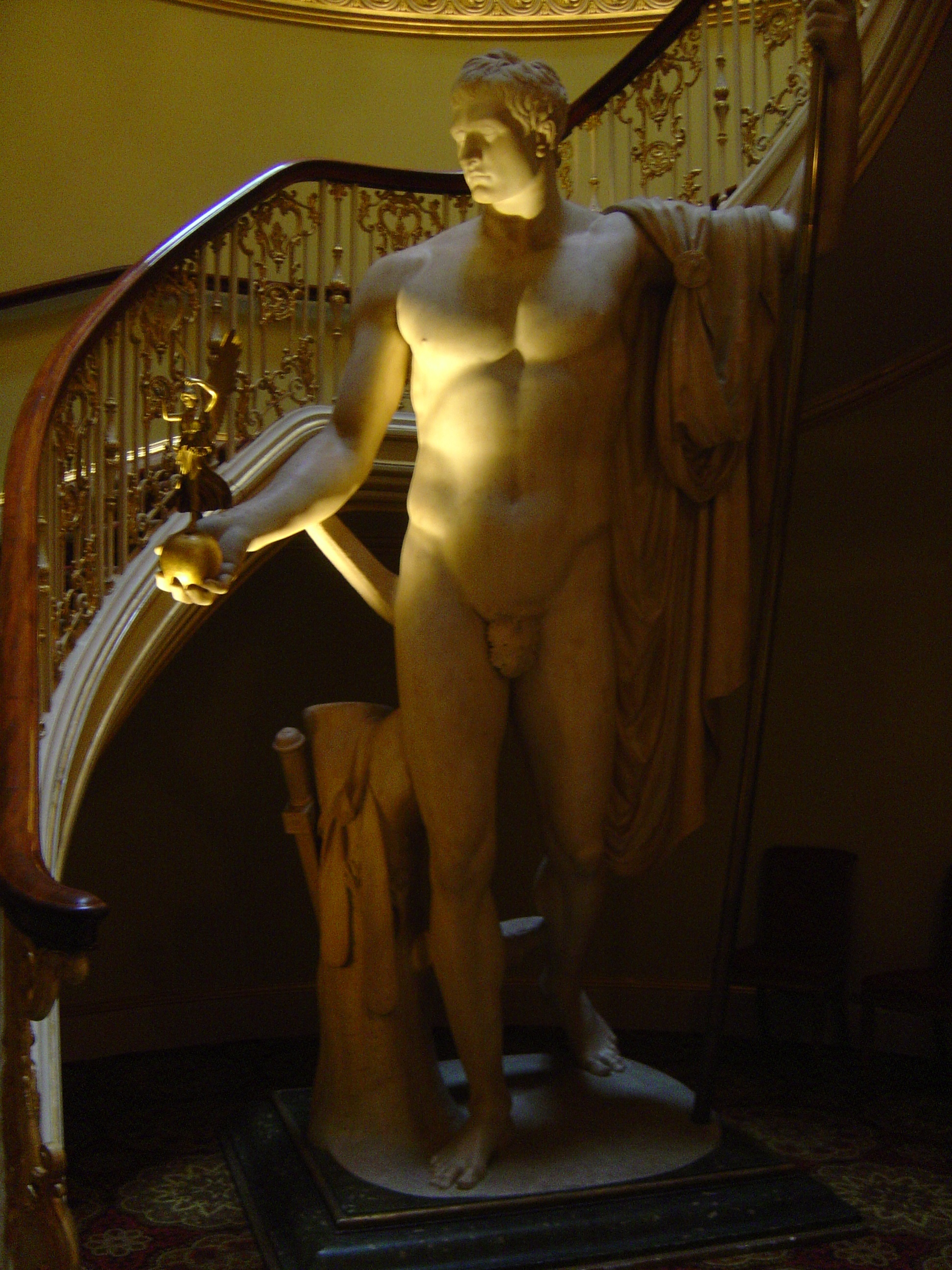
Napoleone Bonaparte come Marte pacificatore (1802-1806) di Antonio Canova, all'Apsley House a Londra.

## Storia

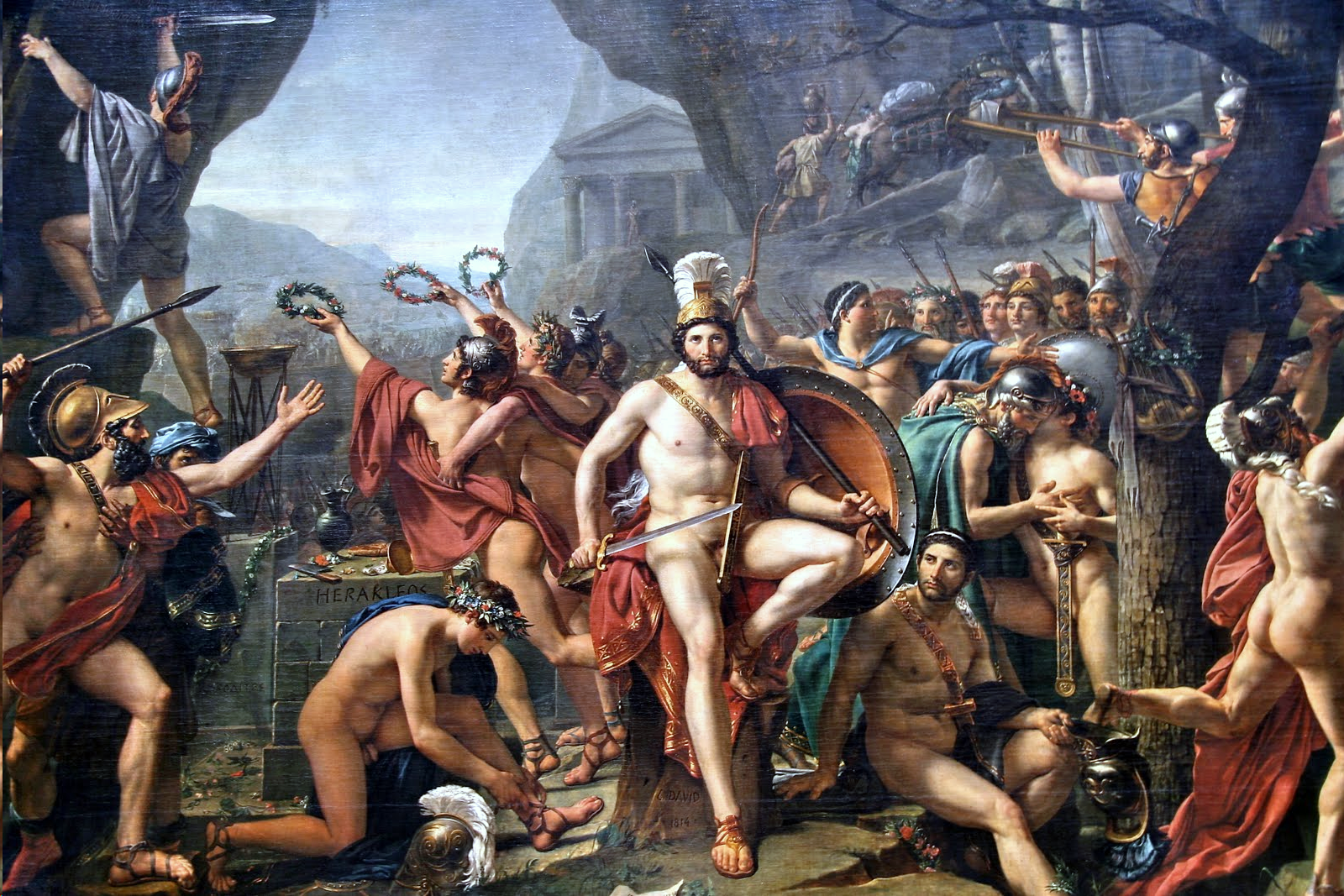
Leonida alle Termopili (1814) di Jacques-Louis David.

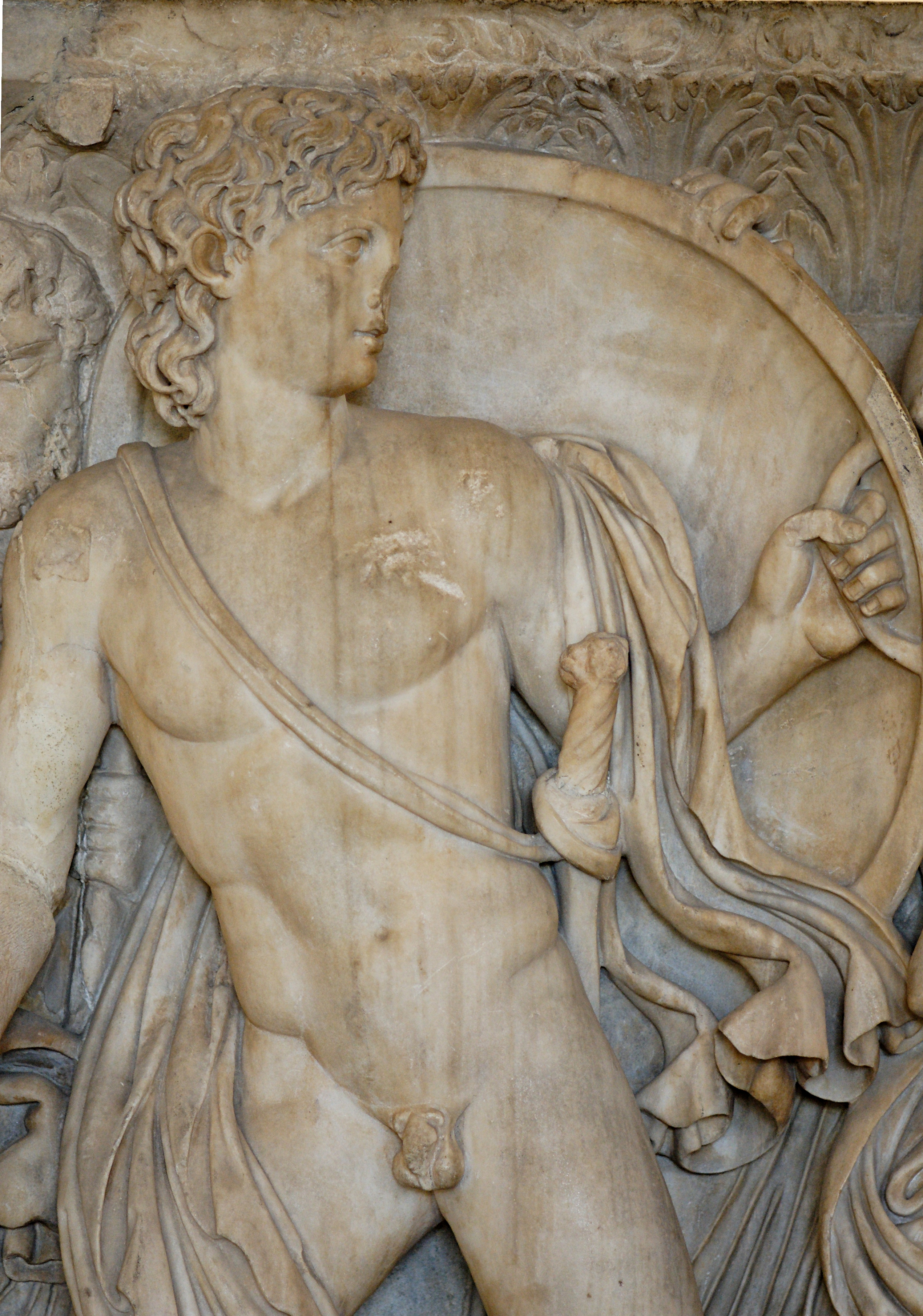
Achille in assetto da battaglia, rilievo ateniese del 240 a.C.

La nudità maschile era di norma socialmente accettata entro certi contesti sportivi e militari dell'antica Grecia e ciò è divenuto col tempo un tratto distintivo della cultura ellenica. A quanto pare, come risulta da un passo di Tucidide, la nudità fu praticata per primi dagli Spartani nelle loro esercitazioni militari e da loro in seguito introdotta anche nei giochi olimpici antichi, ma altre fonti invece sostengono che l'usanza, per quanto concerne i giochi, ebbe invece origine quando un atleta vinse la gara di corsa durante la V olimpiade (720 a.C.) il quale a metà percorso si liberò della fascia che aveva attorno ai fianchi e che lo intralciava nei movimenti.
La studiosa Larisse Bonfante pensa che la nudità potesse servire ad uno scopo magico-protettivo, così com'era comune a quel tempo il simbolismo fallico e l'uso dell'amuleto; ora, qualunque sia stata la forma della sua introduzione, la nudità è rapidamente adottata dalla società greca e dalle arti in una sua idealizzante formale e concettuale, generando una prolifica ed influente iconografia attestata fin dall'VIII secolo a.C. in dipinti di navi e numerosi kouroi arcaici.
Nel V secolo a.C., quando appaiono le prime palestre o ginnasio di atletica, la nudità atletica era già diffusa: la stessa parola ginnastica, per inciso, deriva dal greco gymnos che significa nudo.